# Wilfred Shingleton
Wilfred James Shingleton, auch Wilfrid Shingleton (* 24. Januar 1914 in Brentford, Grafschaft Middlesex, heute ein Teil Londons; † Juni 1983 in London-Hillingdon) war ein britischer Filmarchitekt.

## Leben und Wirken
Shingleton, einer der herausragendsten Szenenbildner des hochwertigen Unterhaltungskinos seines Landes nach 1945, stieß im Jahre 1931 zum Film. Bei der Produktionsfirma Ealing erlernte er sein Handwerk von der Pike auf. Ab 1937 war er als Filmarchitekt mitverantwortlich tätig, bis zu seiner Einberufung 1941 aber nur bei Filmen untergeordneter Bedeutung beschäftigt.
Shingletons Karriere erhielt nach seiner Rückkehr zum Film 1945/46 einen starken Schub. Schon sein Nachkriegserstling, an dem er an der Seite des erfahreneren Kollegen John Bryan mitarbeiten durfte, brachte ihm großes Renommee ein. Für die Ausführung der von Bryan entworfenen, bis ins Detail präzisen Dekorationen zu David Leans Dickens-Adaption Geheimnisvolle Erbschaft, mit der er das England Queen Victorias evozierte, brachte Shingleton einen Oscar ein.
Seitdem war Wilfred Shingleton an einer Fülle von qualitativ hochwertigen Filmen beteiligt – u. a. John Hustons African Queen mit Humphrey Bogart und Katharine Hepburn, Herr im Haus bin ich mit Charles Laughton, Der Schlüssel mit William Holden und Sophia Loren, Einst ein Held mit John Mills und Alec Guinness, Spiel mit dem Schicksal mit Laurence Olivier – bei denen er vor die unterschiedlichsten Aufgaben gestellt wurde. Shingleton vermochte sowohl kammerspielartigen Dramen als auch exotischen Abenteuerstoffen ein adäquates Flair zu verleihen. Mit seinen Bauten zu Jack Claytons Schloß des Schreckens kreierte er eine perfekte ‘gothic’-Atmosphäre; sein verschachteltes, enges und mit Knoblauchzehen bestücktes Wirtshaus sowie das schaurige Grafenschloß mit seinem lichten Ballsaal in Roman Polańskis Tanz der Vampire gehörten zu seinen besten Spätleistungen.
Polanski holte den Londoner auch 1971 für seine Macbeth-Version, die ebenfalls durch Shingletons Kulissen stark an grimmiger Atmosphäre gewann. Seine letzte Arbeit verrichtete der Szenenbildner als 67-Jähriger für James Ivorys bildgewaltigen Indien-Bilderbogen Hitze und Staub. Wilfred Shingleton hatte auch für das Fernsehen entworfen, seine bekannteste und aufwändigste Produktion wurde 1977/78 der vieldiskutierte US-Vierteiler Holocaust.

## Filmografie
| - 1937: Keep Fit - 1938: I See Ice - 1938: Penny Paradise - 1938: Trouble Brewing - 1939: The Four Just Men - 1939: The Proud Valley - 1939: Return to Yesterday - 1940: Saloon Bar - 1940: Spare a Copper - 1941: Glück muß man haben (Turned Out Nice Again) - 1941: Ship With Wings - 1946: Geheimnisvolle Erbschaft - 1947: Das rettende Lied (Take My Life) - 1947: Unruhiges Blut (Blanche Fury) - 1948: Bonnie Prince Charlie - 1948: The Last Days of Dolwyn - 1949: Saints and Sinners - 1949: Staatsgeheimnis (State Secret) - 1950: Graf Orloffs gefährliche Liebe (Shadow of the Eagle) - 1951: African Queen - 1951: Denn sie sollen getröstet werden (Cry the Beloved Country) - 1952: Im Schatten des Korsen (Sea Devils) - 1953: Herr im Haus bin ich - 1953: Schach dem Teufel - 1954: Major Carrington (Carrington VC) - 1954: Sein größter Prozeß (The Green Scarf) - 1954: Voller Wunder ist das Leben (A Kid for Two Farthings) - 1955: Zwischen Haß und Liebe (Footsteps in the Fog) - 1955: Sturm über dem Nil (Storm over the Nile) - 1955: Port Afrika (Port Afrique) - 1956: Der grüne Mann (The Green Man) | - 1956: Die Angst hat 1000 Namen (Seven Waves Away) - 1956: Am seidenen Faden (Fortune is a Woman) - 1958: Der Schlüssel (The Key) - 1959: Zone des Schweigens (Cone of Silence) - 1960: Einst ein Held - 1960: The Queen’s Guard - 1961: Schloß des Schreckens (The Innocents) - 1961: Walzer der Toreros (Waltz of the Toreadors) - 1962: Spiel mit dem Schicksal (Term of Trial) - 1962: Das Glück in seinen Armen (Stolen Hours) - 1962: Zwischen Ruhm und Liebe / Bretter, die die Welt bedeuten (I Could Go on Singing) - 1963: Tarzans Todesduell (Tarzan’s Three Challenges) - 1964: Judith - 1965: Versprich ihr alles (Promise Her Anything) - 1965: Der blaue Max - 1966: Tanz der Vampire - 1967: Die Pille war an allem schuld (Prudence and the Pill) - 1968: Der mysteriöse Mr. Sebastian (Sebastian) - 1968: Ein liebenswertes Freudenhaus (The Best House in London) - 1969: Goodbye Gemini - 1970: Say Hello to Yesterday - 1971: Macbeth - 1971: Mord nach Maß (Endless Night) - 1972: The Amazing Mr. Blunden - 1973: Frankenstein, wie er wirklich war (Frankenstein: The True Story, TV) - 1976: Reise der Verdammten - 1978: Holocaust – Die Geschichte der Familie Weiß (TV) - 1979: Tödliche Botschaft (The Lady Vanishes) - 1980: Die Nadel (Eye of the Needle) - 1982: Hitze und Staub (Heat and Dust) |